# Бушуева, Екатерина Николаевна
Екатерина Николаевна Бушуева (ур. Сорокина, 8 декабря 1962, Москва, СССР — 17 декабря 2011, Москва, Россия) — советская и российская шашистка. Международный гроссмейстер (с 1994 года), многократная чемпионка и призёр чемпионатов мира и Европы по русским шашкам, многократная чемпионка России.

## Спортивная карьера
В своих первых шашечных соревнованиях Катя Сорокина участвовала в четвёртом классе. Первым её тренером стал мастер спорта Пётр Валяев.
В 17 лет Екатерина впервые приняла участие в чемпионате СССР среди девушек и быстро закрепилась в числе лучших шашисток страны, хотя ей никак не удавалось стать чемпионкой. С 1984 по 1991 год шесть раз становилась призёром чемпионатов СССР по русским шашкам. В 1984, 1986 и 1991 годах завоёвывала серебряные медали, а в 1985, 1987 и 1988 годах — бронзовые. В 1988 году стала чемпионом Центрального Шахматного клуба СССР, обойдя мужчин — мастеров спорта.
С 1992 года Бушуева участвовала в чемпионатах мира по русским шашкам, сначала под эгидой Международной ассоциации русских шашек (МАРШ), а с 1993 года и под эгидой ФМЖД. В 1993 году она стала первой чемпионкой мира ФМЖД по русским шашкам, повторив этот успех ещё раз в 1996 году, а чемпионаты мира МАРШ выигрывала четырежды (один раз, в 1995 году, разделив первенство с Татьяной Тетериной). Помимо этого, она четыре раза завоёвывала на чемпионатах мира ФМЖД и МАРШ медали другого достоинства. С 1994 года она носила звание международного гроссмейстера.
Бушуева дважды, в 2006 и 2010 годах, участвовала в чемпионатах Европы по русским шашкам, выиграв свой дебютный чемпионат в Саарбрюккене и заняв третье место в Солнечном береге. За время своих выступлений в чемпионатах мира и Европы она ни разу не заканчивала турнир вне числа призёров.
Екатерина Бушуева много лет была безоговорочным лидером женских русских шашек в России, выиграв национальное первенство не менее 15 раз только в основной программе и став обладательницей Кубка России по современным шашкам 2004 и 2005 годов. Она также была многократной чемпионкой Москвы среди женщин, а в 2003 году ей удалось выиграть первенство Москвы и среди мужчин.
17 декабря 2011 года Екатерина Бушуева скоропостижно скончалась в Москве на 50-м году жизни.

## Статистика выступлений на чемпионатах мира и Европы по русским шашкам
Статистика приводится по источникам: 
Победители и призёры чемпионатов мира ФМЖД по шашкам-64 среди женщин 
 История Чемпионатов мира по шашкам-64 
Результаты женских чемпионатов мира по версии МАРШ 
 Победители и призёры чемпионатов Европы по русским шашкам среди женщин 
 Всемирные интеллектуальные игры 2008 (англ.): швейцарский турнир, плей-офф
| Год  | Уровень   | Место проведения | Результат | Место |
| ---- | --------- | ---------------- | --------- | ----- |
| 1992 | ЧМ (МАРШ) | Подольск         |           | 3     |
| 1993 | ЧМ (МАРШ) | Орёл             | 6/8       | 2     |
| 1993 | ЧМ (ФМЖД) | Керчь            |           | 1     |
| 1994 | ЧМ (МАРШ) | Якутск           | 14/17     | 1     |
| 1995 | ЧМ (МАРШ) | Ухта             |           | 1     |
| 1996 | ЧМ (ФМЖД) | Алушта           |           | 2     |
| 1997 | ЧМ (ФМЖД) | Алушта           | 20/28     | 1     |
| 1999 | ЧМ (ФМЖД) | Симферополь      | 20/28     | 2     |
| 2002 | ЧМ (МАРШ) | Самара           | 10/13     | 1     |
| 2006 | ЧЕ        | Саарбрюккен      | 5+4=0-    | 1     |
| 2007 | ЧМ (МАРШ) | Пицунда          | 10,5/13   | 1     |
| 2008 | ВИИ       | Пекин            | 3+4=1-    | 5—8   |
| 2010 | ЧЕ        | Солнечный берег  | 3+6=0-    | 3     |

1. ↑  Разделила первое место с  Т. Тетериной
2. 1 2  2 очка за победу, 1 очко за ничью
3. ↑  3+4=0- в турнире по швейцарской системе, победы в полуфинале над  М. Борковой и в финале над  Ю. Макаренковой
4. ↑  3+3=1- в турнире по швейцарской системе, ничья в первом круге плей-офф с занявшей более высокое место  Ю. Макаренковой

## Стиль игры
Михаил Болотовский в журнале «Шашки» характеризовал стиль игры Бушуевой следующим образом:
Играет она спокойно, академично, не поддаваясь эмоциям, и показывает просто удивительную стабильность и постоянствоМ. Болотовский, мастер спорта